# 宁根
宁根又称Ningen，是由日本网友在2ch超自然板块上创造出的神秘生物都市传说。栖息于南极的海中生物叫做宁根，北极的则叫做喜多嘎塔。

## 概要
日本捕鲸调查船的船员目击了全长数十米且通体白色的生物。摄影在冰山的衬映下，也无法辨清该生物的全貌，照片经过放大后，能辨别出光滑的皮肤，似乎并不是人工物体。学习研究社的杂志「ムー」上也对该生物进行了讨论。此外《ムー》2007年11月号的一篇文章提到在Google Earth上有捕捉到宁根的身影。。近年来的研究结果指出，生南极海域有可能生存着突变或白化的鲸鱼。